# ナノテクノロジー

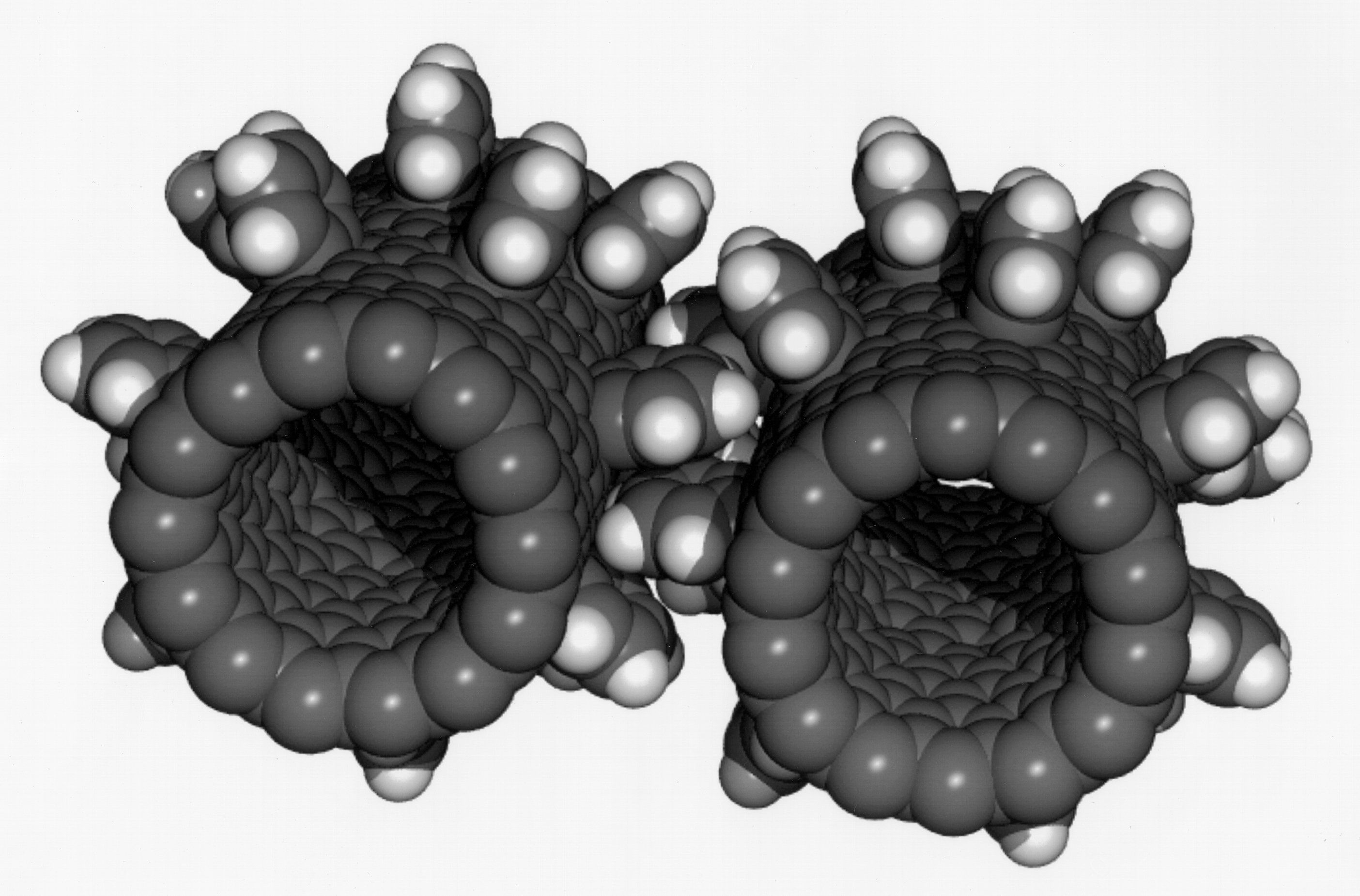
ナノマシン

フラーレンやカーボンナノチューブなどの新素材は多くの分野で利用されている。

ナノテクノロジー（英: nanotechnology）は、物質をナノメートル (nm, 1 nm = 10−9 m)の領域すなわち原子や分子のスケールにおいて、自在に制御する技術のことである。ナノテクと略される。そのようなスケールで新素材を開発したり、そのようなスケールのデバイスを開発する。
ナノテクノロジーは非常に範囲が広く、半導体素子を分子セルフアセンブリ法という全く新たなアプローチで製造することや、ナノスケールのナノ素材と呼ばれる新素材を開発することまで様々な技術を含む。
いまだに一部の新素材やコンピュータのプロセッサに応用されている程度の段階だが、将来はこの技術によりナノサイズのロボットで治療を行ったり、さらには自己増殖能を持たせて建築に利用することができるようになると予想されている。21世紀をかけて大きく発展する分野と考えられている。
ナノテクノロジーの将来については議論もある。ナノテクノロジーによって様々な便利な新素材やデバイスが生まれることが期待される一方で、環境や人体への影響が懸念されている。また世界経済への影響やナノマシンが制御不能となる危険性なども懸念されている。このため、ナノテクノロジーに対する特別な規制の要否についても議論が続いている。

## 目的
物質をナノメートルレベルで制御する利点は幾つかある。例えば、現在コンピュータなどで利用されている電子回路のトランジスタは、だいたい数十nm程度の大きさであるが、これを1/10にすることができれば、コンピュータを現在よりもずっと小型化し、必要な電力や発熱を抑えることが可能となる。同様に、記憶装置などでも小型化・高機能化が期待される。
また、物質を数ナノメートルの大きさにすると、量子効果と呼ばれる特殊な現象が発現する。例えば、近年の電子デバイスで利用されている、電子の閉じこめによるエネルギー準位の離散化があらわれる大きさや、トンネル効果があらわれる距離は、ナノメートルの領域である。電子材料以外にも、ドラッグデリバリーシステムに代表されるような医療への展開もさかんに試みられている。

## 起源

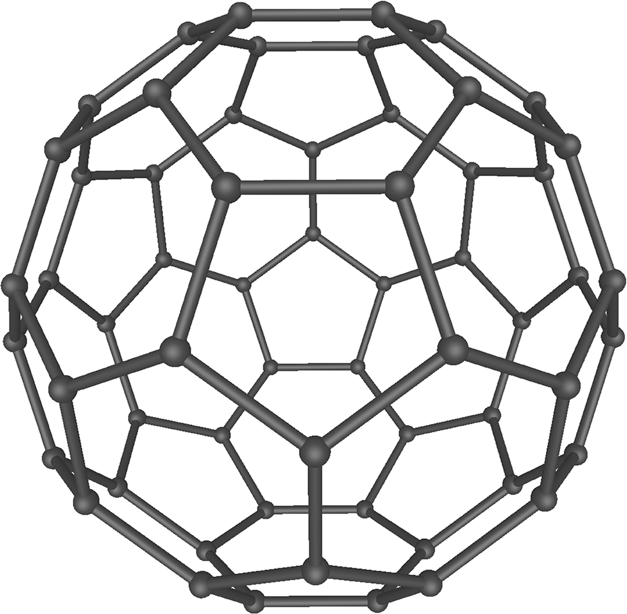
フラーレン C_{60} は炭素元素同素体の一種。各種フラーレンの研究もナノテクノロジーの範疇とされる。

物質を原子レベルの大きさで制御しデバイスとして使うという考えは、リチャード・P・ファインマンがアメリカ物理学会のカリフォルニア工科大学での会合で1959年12月29日におこなった講演"There's Plenty of Room at the Bottom"にすでにみられている。その中でファインマンは、スケールを小さくしていくにあたって様々な物理現象を利用することになるとした。例えば重力は対象が小さくなるにつれて重要ではなくなっていき、表面張力やファンデルワールス力が強く働くようになる。スケールが小さくなれば並列性が増し、短時間に多数の素材なりデバイスなりを作成できると考えられ、この考え方は有効と思われた。かつてはメゾスコピックと呼ばれていた研究分野である。「ナノテクノロジー」という用語は1974年に元東京理科大学教授の谷口紀男が提唱した用語である。谷口は「ナノテクノロジーは主に、原子1個や分子1個の単位で素材を分離・形成・変形するプロセスから成る」としている。このような定義を1980年代にさらに発展させたのがK・エリック・ドレクスラーで、彼はナノスケールの現象やデバイスの技術的重要性を説き、『創造する機械 - ナノテクノロジー』(1986) や Nanosystems: Molecular Machinery, Manufacturing, and Computation といった本を出版し、それによって「ナノテクノロジー」という用語が世界的に使われるようになった。1980年代にはナノテクノロジー分野の2つの重要な研究が行われた。1つはクラスターの研究で、もう1つは走査型トンネル顕微鏡 (STM) の発明である。これにより1985年にはフラーレンが発見され、数年後にはカーボンナノチューブが発見された。また、半導体のナノ結晶の特性や合成の研究が進み、そこからさらに金属および金属酸化物のナノ粒子や量子ドットの研究へと発展した。STMの6年後には原子間力顕微鏡 (AFM) が発明された。

## 基本
1ナノメートル (nm) は1メートルの1000000000分の1、10−9メートル (m)である。例えば、炭素原子同士の結合距離または分子内の原子間の間隔はおおよそ0.12 nmから0.15 nmである。またDNAの二重らせんの直径は約2 nmである。一方、最小の細胞であるマイコプラズマの全長は約200 nmである。
その大きさを別の観点で見てみると、メートルとナノメートルの比は、地球とおはじきの大きさの比とほぼ等しい。また、平均的な男性が髭を剃ろうと剃刀を持ち上げる時間に髭が伸びる長さがだいたい1ナノメートルである。
ナノテクノロジーの手法は大きく2つにわけることができる。1つは、物質を原子論的にみた集団的変化の方法論を利用して、微細にこれを再編成する技術をトップダウン方式という。もう1つは、原子や分子(おおよそ 0.1 - 10 nm 程度)をひとつひとつ正確に組み合わせることで新しい機能を持った材料を作っていく方法で、これをボトムアップ方式という。トップダウン方式は主に機械・電子系の分野で、ボトムアップ方式は化学系の分野で研究が行われている。
ここ数十年の間に、ナノテクノロジーに科学的基盤を与えるべく、ナノエレクトロニクス・ナノ工学・ナノ光学といった学問分野が生まれた。

### 大きいものから小さいものへ: 素材の観点

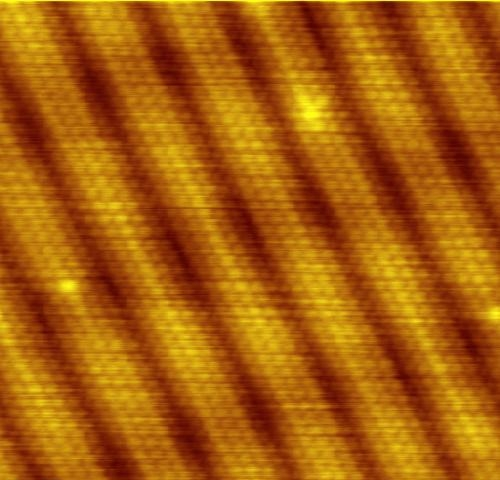
純粋な金 (Au)を表面再構成し、その様子を走査型トンネル顕微鏡で見たところ。表面を構成する原子の配置がわかる。

いくつかの物理現象は、対象が小さくなるほどその影響が顕著になる。それは例えば統計力学的効果や量子力学的効果で、「量子サイズ効果」では微粒子の大きさを極小にすることでその電子特性が変化し、電子の閉じこめによるエネルギー準位の離散化があらわれる。この効果はマクロからミクロへと寸法が小さくなることで徐々に働き始めるわけではない。しかし、一般に100ナノメートル未満の距離（いわゆる量子領域）に達すると、量子効果が支配的になる。さらに多くの物理的（力学的・電気的・光学的などの）特性が巨視的な系と比較すると変化する。例えば、表面積が体積に対して増大するため、素材の力学的・熱的・触媒的特性が変化する。ナノスケールでの拡散と反応、高速イオン輸送が可能なナノ構造素材やナノデバイスなどを研究する分野を一般にナノイオニクスと呼ぶ。ナノシステムの機械的性質はナノ工学の研究領域とされる。
素材をナノスケールにまで小さくすると、マクロスケールとは異なる特性を示すようになり、新たな応用が可能になる。例えば、不透明だったものが透明になったり（銅 (Cu)）、不燃性だったものが可燃性になったり（アルミニウム (Al)）、不溶性だったものが可溶性になる（金 (Au)）。例えば金は通常のサイズでは化学的に不活性だが、ナノスケールでは強力な化学触媒として機能する。ナノテクノロジーは、ナノスケールにしたときに物質が示す量子現象や表面現象を利用するために発達したとも言える。

### 単純なものから複雑なものへ: 分子の観点
現代の化学合成技術は、小さな分子をほとんどどんな構造にでも配置することが可能な点にまで到達している。今ではその技術を使って様々な薬品や商用ポリマーなどの有益な化学物質を製造している。そこからさらに、単一分子を集めて超分子を望みの形に形成できるかという問題が提起される。
分子を自動的に所定の配置にして望みの組成を得るというボトムアップ方式を分子セルフアセンブリあるいは超分子化学と呼ぶ。そこで重要となるのが分子認識という概念である。分子をデザインするには、非共有分子間力を使って特定の配置や構成をとるように強いる。ワトソン・クリック型塩基対も同じ原理で形成されており、酵素が特定の基質にのみ作用するのも同じ原理によるもので、たんぱく質のフォールディングも同様である。したがって2つ以上の部分が互いにうまくかみ合うようにデザインすることで、全体としてより複雑で有益なものにすることができる。
こうしたボトムアップ方式は同時に多数のデバイスを生産できるためトップダウン方式よりもずっとコストが低くなるが、必要とされる分子の大きさと複雑さが増すと困難さも増すことが予想される。有益な構造のほとんどが、複雑で熱力学的にもあり得ない原子の配置を必要としている。しかし生体内では分子認識に基づくセルフアセンブリが様々な場面で行われており、塩基対や酵素と基質の相互作用が例として挙げられる。ナノテクノロジーの目標の一つは、そういった自然界の仕組みを応用して新たな有益なものを構築することである。

### 分子ナノテクノロジー: 長期的展望
分子ナノテクノロジーとは、分子レベルのスケールで動作するナノシステム（ナノマシン群）を対象とする分野である。原子を材料として分子を組み立てる分子アセンブラという想像上の機械と強く結びついている。いわばボトムアップ方式の究極であり、現在主流のトップダウン方式とは全く異なる。K・エリック・ドレクスラーが「ナノテクノロジー」という言葉を使ったとき、それはこの「分子ナノテクノロジー」を主に指していた。分子スケールの生物学に機械部品のようなものが見られることから、機械として機能する分子を作ることもできるはすだという前提がある。
ドレクスラーらは、分子スケールの機械部品（歯車・軸受・モータ・構造材など）を作ることで、ナノスケールの工場を作ることを提案した。Carlo Montemagno は、未来のナノシステムはシリコン技術と生物学的分子機械の融合になるだろうという。リチャード・スモーリーは、こうした方向の実現性に否定的だった。2003年、アメリカ化学会の出版物 Chemical & Engineering News でスモーリーとドレクスラーの公開書簡による討論が行われた（別項参照）。
生体内には分子レベルの機械システムがあることは明らかだが、人工の分子機械はまだ研究が始まったばかりである。人工の分子機械の研究ではカリフォルニア大学バークレー校とローレンス・バークレー国立研究所の Alex Zettl の研究が知られている。彼らは外部から印加する電圧で制御できる3種類の分子デバイスの試作に成功している。

## 研究分野

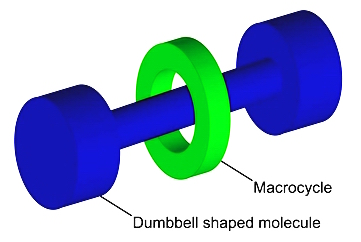
ロタキサンの模式図。分子レベルのスイッチとして期待されている。

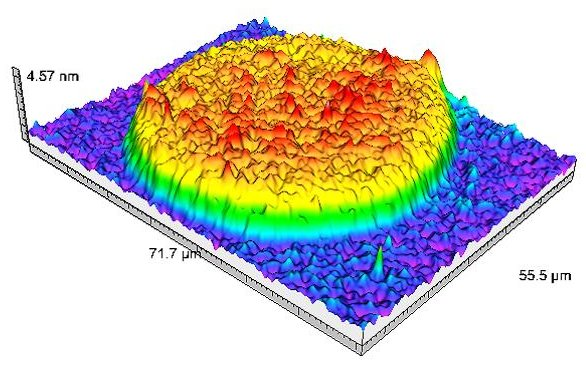
ボトムアップ手法で製作したDNAバイオチップのSarfus画像

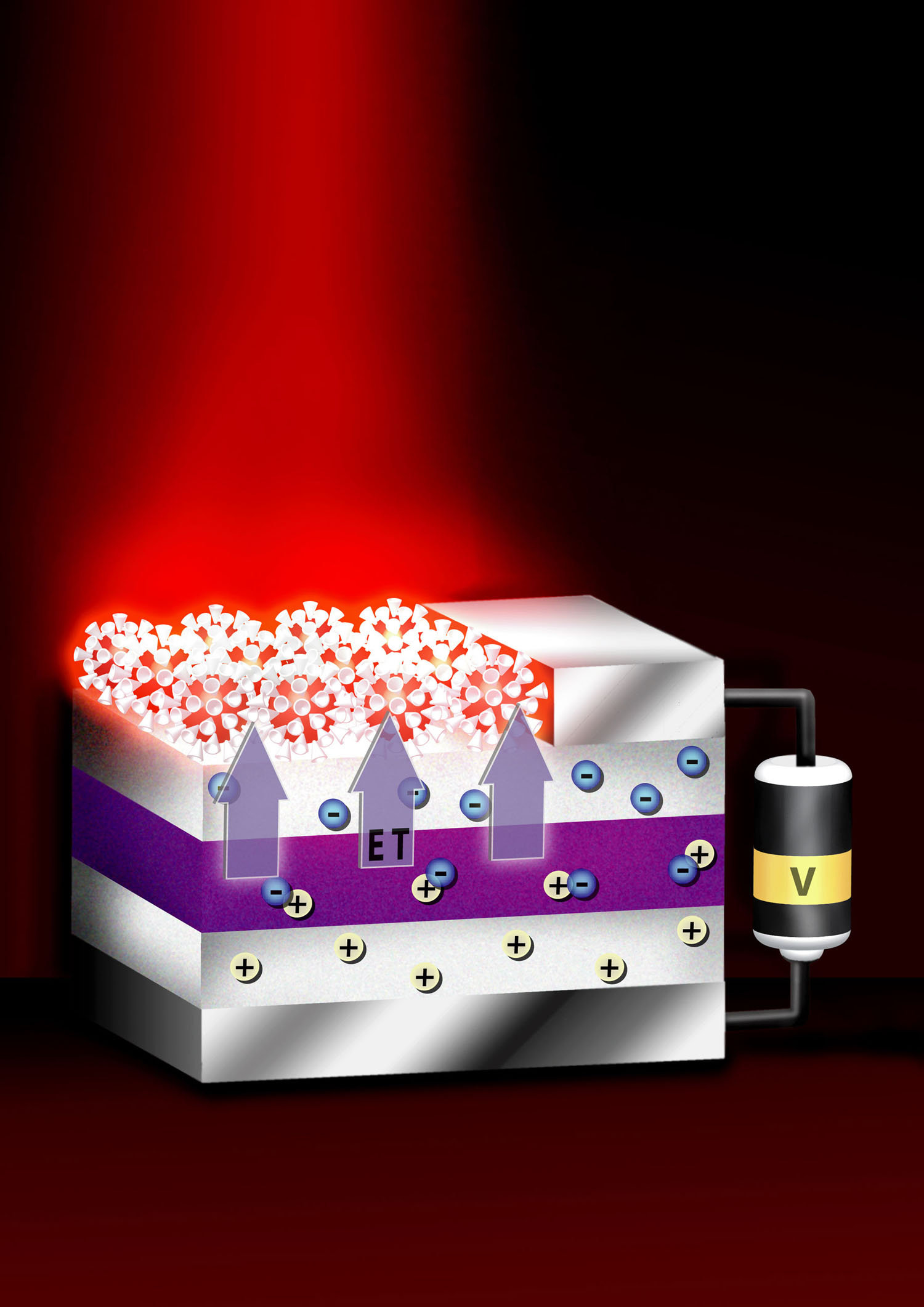
量子井戸のナノレベルの薄い層からエネルギーをナノ結晶に転送し、ナノ結晶に可視光を放射させるデバイス

### ナノ素材
ナノ素材の分野には、ナノスケールになったとき独特の特性が生じる素材を研究開発するという分野が含まれる。
- コロイドおよび界面化学は、カーボンナノチューブなどのフラーレン、各種ナノ粒子やナノロッドなど、ナノテクノロジーにおいて有益な様々な素材を提供してきた。高速イオン輸送が可能なナノ素材はナノイオニクスやナノエレクトロニクスとも関連している。
- ナノスケール素材は様々な用途に使われる。現在商用化されたナノテクノロジーの多くはナノスケール素材に関連している。
- ナノ素材を医療に応用する研究が進んでいる（ナノメディシン）
- ナノスケール素材は太陽電池にも使われており、従来からのシリコンの太陽電池とコストを競っている。
- 半導体ナノ粒子の用途として、次世代のディスプレイ、照明、太陽電池、生体イメージングなどへの応用が開発されている。量子ドット参照。

### ボトムアップ的アプローチ
ボトムアップ方式では、より小さいものから複雑なものを組み立てる。
- DNAナノテクノロジーはワトソン・クリック型塩基対の特定性を利用し、DNAや他の核酸から明確な構造を構築する。
- 「古典的」な化学合成の分野からのアプローチでも分子を明確な形にデザインする研究が行われている（例えば、ビスペプチド[16]）。
- 分子セルフアセンブリは超分子化学の概念、特に分子認識を応用し、単一の分子部品が自ら自動的に有益な構造となるようにすることを目指している。

### トップダウン的アプローチ
トップダウン方式では、より大きなものからより小さなデバイスを作ろうとする。
- マイクロプロセッサ製造のために発展した半導体工学の技法は100 nm未満の構造を形成できるようになっており、ナノテクノロジーと呼べるレベルに達している。巨大磁気抵抗効果を利用したハードディスクは原子層堆積法 (ALD) によって作られており、ナノテクノロジーの一種と言える[17]。ペーター・グリューンベルクとアルベール・フェールは巨大磁気抵抗を発見しスピントロニクスの分野に貢献したとして2007年のノーベル物理学賞を受賞した[18]。
- 半導体工学の技法はNEMS (Nano Electro Mechanical Systems) というデバイスの製造にも応用されている。NEMSよりややスケールが大きいものをMEMSと呼ぶ。
- 原子間力顕微鏡の先端を「ペン先」のように使い、固体表面に分子材料を配置する技法をディップペン・リソグラフィーと呼ぶ。これを含めた技術をナノリソグラフィーと呼ぶ。
- 集束イオンビームは、固体表面を微細に削ることができ、そのときに適当なガスを注入すれば材料を配置することもできる。例えば、透過型電子顕微鏡とこの技法を使った100nm未満の微細構造の解析が普通に行われている。

### 機能的アプローチ
機能的アプローチとは、必要な機能がまずあって、それを何らかの手段で作り出そうとする研究である。
- 分子エレクトロニクスは、有益な電子特性を持つ分子を開発することを目的としている。そうした分子はナノエレクトロニクスのデバイスの単分子部品として応用される[19]。例えば、ロタキサンがある。
- 化学合成の技法を使ってナノカーなどの合成分子モーターを作る研究が行われている[20]。

### 生体工学的アプローチ
- 生体工学あるいは生体模倣技術では、自然界にある生物学的手法やシステムを模倣し、それらを工学システムやテクノロジーの設計に役立てることを研究している。例えば生体内鉱質形成のシステムを研究している。
- バイオナノテクノロジーは生体物質をナノテクノロジーに応用することを研究している。

## ツールと技法

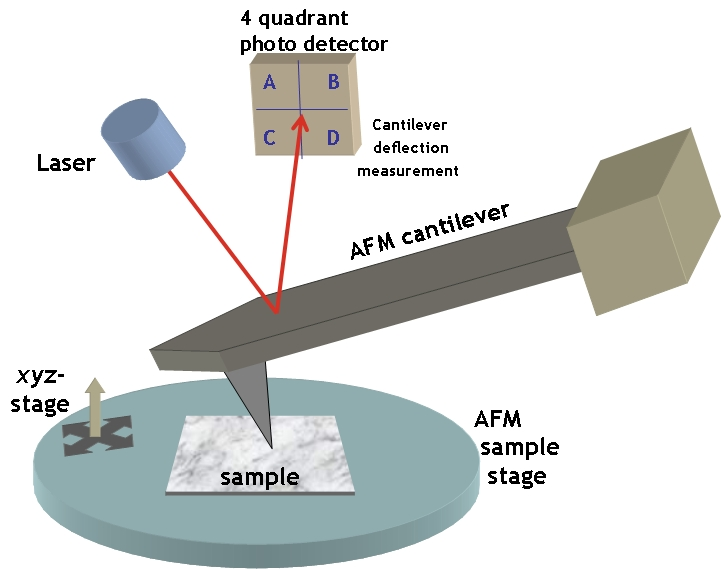
典型的な原子間力顕微鏡 (AFM)の概念図。鋭い先端のある微細加工されたカンチレバーが試料の表面の凹凸をなぞって動く。蓄音機に似ているがずっと小さい。レーザーをカンチレバーに照射し、その反射光を光検出器で測定することで試料の表面の凹凸のイメージを形成する。

原子間力顕微鏡 (AFM) と走査型トンネル顕微鏡 (STM) はナノテクノロジー初期の2つの走査型プローブである。他の走査型プローブ顕微鏡として、マービン・ミンスキーが1961年に考案した走査型共焦点顕微鏡から発展したものやカルヴィン・クェートらが1970年代に開発した走査型超音波顕微鏡 (SAM) があり、ナノスケールの構造を観察できるようになっている。走査探針（プローブ）の先端はまた原子や分子を人の意図するように動かしナノ構造を操作することもでき、これを "positional assembly" と呼ぶ。しかし、それらは非常に手間と技量を要する技法である。現時点において、最も確立されたナノメートル規模での加工技術はナノリソグラフィであり、フォトリソグラフィ、X線リソグラフィ、ディップペン・ナノリソグラフィ、電子線リソグラフィ、ナノインプリント・リソグラフィなどの技法がある。リソグラフィはトップダウンの加工技術であり、大きな素材にナノスケールのパターンを描く。
ナノテクノロジーの別の技法のグループとして、ナノワイヤ製造など半導体製造で使われている、遠紫外線リソグラフィ、電子線リソグラフィ、集束イオンビーム加工、ナノインプリント・リソグラフィ、原子層堆積法、分子気相成長法、ジブロック共重合体を使った分子セルフアセンブリ法などがある。しかし、これらはナノテクノロジーの研究成果としてナノテクノロジーから生み出されたものではなく、それ以前からの科学技術の発展の中で自然に生まれたものがほとんどである。
トップダウン方式の研究では、目的が明確である場合が多く、研究対象もシリコンなど半導体が多い。トップダウン方式は期待された通りに徐々に小さいデバイスを生み出してきた。走査型プローブ顕微鏡はナノ素材の評価と合成の両方で重要なツールとなっている。原子間力顕微鏡と走査型トンネル顕微鏡は素材の表面を観察し、そこで原子を移動させるのに使うことができる。それらの顕微鏡のプローブ先端を特別なものに設計変更すると、試料表面に対して構造を彫り付けたり、セルフアセンブリの補助とすることができる。走査型プローブ顕微鏡を使って原子を試料表面上で移動させることもできる。今のところこういった技法は時間もコストもかかるため大量生産には向いていないが、実験室レベルの試作には適している。
対照的にボトムアップ方式は原子や分子を組み合わせて徐々に大きな構造に組み上げようとするものである。技法としては、化学合成、自己組織化、"positional assembly" などがある。自己組織化単分子膜の評価に適したツールとして二重偏光干渉測定法がある。ボトムアップ方式のもう1つの技法として分子線エピタキシー法 (MBE) がある。ベル研究所の研究者ジョン・R・アーサー・ジュニア、アルフレッド・チョー、Art C. Gossard が1960年代末から1970年代にかけて研究用ツールとしてMBE装置を開発・実装した。MBEは1998年のノーベル物理学賞の対象となった分数量子ホール効果の発見に役立った。MBEを使えば、原子サイズの精度で原子の層を形成でき、複雑な構造を組み立てることができる。MBEは半導体研究はもちろんのこと、新たな分野であるスピントロニクスにおいても広く使われている。また物理吸着現象は、ナノメートルサイズの物質を可逆に制御する方法として再び注目されている。

## 用途
Project on Emerging Nanotechnologies は2008年8月21日時点で800以上のナノテク製品が商品化されていると推定し、3週から4週に1つのペースで新製品が世に出ているとした。同プロジェクトは一般に販売されている全製品の一覧をオンラインで公開している。そのほとんどは「第一世代」の受動的ナノ素材を使うに留まっており、日焼け止め剤や化粧品や一部食品に使われている二酸化チタン、粘着シートに使われている炭素同素体、食品包装・衣類・殺菌剤・家電製品に使われている銀の微粒子、日焼け止め剤・化粧品・表面コーティング・塗料・屋外用家具の上塗りなどの酸化亜鉛、燃料触媒としての酸化セリウムなどが含まれる。

ナノテクノロジーの主な用途として、10nm程度の微細なナノワイヤでできたMOSFETを使うナノエレクトロニクスがある。この図はそのようなナノワイヤのシミュレーションを示したもの。

アメリカ国立科学財団はナノテクノロジー研究にも盛んに資金提供しており、研究者 David Berube のこの分野の調査にも資金を提供した。その成果をまとめた本が Nano-Hype: The Truth Behind the Nanotechnology Buzz である。それによると、「ナノテクノロジー」と称しているものの多くが実際には物質科学の焼き直しに過ぎず、それによって「ナノチューブ、ナノワイヤなどなどを製造販売するだけのナノテク業界」が生まれ、「薄利多売によってごく少数の業者しか生き残らないことになる」だろうとしている。ナノスケールの部品の操作や配置が必要な用途はまだ研究段階である。「ナノ」と名付けられたテクノロジーではあるが、そこから想起される新たな革新的分子の製造には程遠い。Berudeは、「ナノ・バブル」とでも呼ぶべき状況が形成される虞があり（あるいは既に形成されており）、「ナノテクノロジー」という用語が安易に使われすぎていると警告している。

## 投資状況
2001年にアメリカ合衆国のクリントン大統領がナノテクを国家的戦略研究目標としたことから、日本でも多くの予算が配分されるようになり、現在最も活発な科学技術研究分野のひとつとなっている。ニューヨーク州ではジョージ・パタキ知事の政策のもとに、これまでに3500億円強相当（1ドル117円で 換算）が投資され、近年ではナノテクノロジーの産業の振興に力を入れており、テック バレーを形成している。ニューヨーク州立大学オールバニ校を中心にCollege of Nanoscale Science and Engineering (CNSE)が設立され、数々のベンチャー企業が設立され、東京エレクトロン等、各国の企業が研究開発拠点を構える。

## 危険性についての懸念
ナノテクノロジーの潜在的用途については非常に様々なものが主張されており、それらが現実となったときに社会に与える影響について重大な懸念が表明されており、それらの危険性を和らげるためにどうするのが適切かについて議論されている。
ナノテクノロジーの発展に従って何らかの危険が生じる可能性がある。Center for Responsible Nanotechnology は、追跡不可能な大量破壊兵器、政府によるネットワーク化されたカメラによる監視、軍拡競争を不安定にするほどの急速な兵器の開発などを示唆している（外部リンクの "Nanotechnology Basics" 参照）。自己複製するナノマシンが暴走した場合には増殖が止まらなくなる可能性が懸念され、ナノマシンは幾何級数的に個体数を増やすことによって数時間のうちに地球全体がナノマシンの塊である「グレイ・グー（Grey goo）」に変化してしまうとされている。
1つには、ナノテクノロジーによる大量生産やナノ素材の大量使用が人間の健康や環境に及ぼす影響への懸念がナノ毒性学の研究で示唆されている。Center for Responsible Nanotechnology のような団体は、そのような理由から政府によるナノテクノロジーへの特別な規制が必要だと主張している。それに対して、過剰な規制が人類に役立つ科学技術の発展を妨げるだろうと反論する向きもある。
ウッドロウ・ウィルソン・センターで Project on Emerging Nanotechnologies を指揮している David Rejeski は、ナノテクノロジーの商用化を成功させるには適正な監督とリスク研究戦略と公的契約が必要だと証言している。アメリカ合衆国では今のところバークレーが唯一ナノテクノロジーを規制している都市である。ケンブリッジでも2008年に同様の規制が検討されたが、最終的に否決された。

### 人体や環境への影響
最近開発されたナノ粒子製品のいくつかが思いがけない結果を生む可能性もある。例えば、消臭靴下に使われている銀のナノ粒子が洗濯によって環境にばらまかれていることが判明し、それによって悪影響がある可能性も指摘されている。銀のナノ粒子は制菌作用があるため、廃棄物処理場や農場などの有機物の分解に役立っている菌を殺す可能性があるという。
ロチェスター大学での研究で、ネズミがナノ粒子を吸い込むと脳と肺に蓄積され、炎症やストレス反応を引き起こすことが判明した。中国の研究では、無毛マウスをナノ粒子にさらすと皮膚の老化が早まるという結果が報告されている。
UCLAでの2年間の研究によれば、ネズミのDNAが二酸化チタンのナノ粒子でダメージを受けることが示され、「ガン、心臓病、神経系疾患、老化など、人間にとっても死の危険性を増す可能性がある」とした。
「ネイチャー ナノテクノロジー」誌に掲載された研究によると、ある種のカーボンナノチューブを十分な量吸引すると石綿と同様の健康被害があるという。エジンバラの Institute of Occupational Medicine に勤める Anthony Seaton はその研究に関する記事の中で「カーボンナノチューブの一部が中皮腫を起こす可能性がある。したがって、そういった新素材は非常に慎重に扱う必要がある」と述べている。政府によるナノテクノロジー規制がない現状に対して、人工ナノ粒子を食品に用いないよう要求する声もある。塗装工場の作業員が肺に重い疾患を負い、調べてみると肺からナノ粒子が検出されたという報道もある。

### 規制に関する議論
ナノテクノロジーの健康への影響に関する議論の中で、ナノテクノロジーをより強く規制すべきだという主張もなされている。さらに、ナノテクノロジーを規制する責任があるのは誰かという議論も重要である。一般に毒物はいくつかの観点から法的に規制されているが、それらの法律でナノテクノロジーを規制できるかというと明らかにギャップが存在する。"Nanotechnology Oversight: An Agenda for the Next Administration" の中で元EPA副長官 J. Clarence (Terry) Davies は、次の大統領任期中の明確な規制のためのロードマップを提案し、ナノテクノロジーの監視についての現在の欠点を克服するための短期および長期のステップを解説している。
ウッドロウ・ウィルスン・センターの Project on Emerging Nanotechnologies で主任科学アドバイザーを務める Andrew Maynard は、健康と安全に関する研究への予算が不十分であるため、ナノテクノロジーの健康への影響や安全性への理解が今のところ限定的になっていると指摘した。結果として一部の研究者は、たとえナノテクノロジーの発展が阻害されるとしても予防原則を厳密に適用すべきだと主張している。
王立協会の報告書では、商品の廃棄・破壊・リサイクルの間にナノ粒子やナノチューブが拡散する危険性があるとし、「生産者の責任において健康や環境への影響を最小限にするような製品ライフサイクル全体に対する施策を行うべきだ」と助言している。